# Onthophagus gibbidorsis
Onthophagus gibbidorsis là một loài bọ cánh cứng trong họ Bọ hung (Scarabaeidae).